# 梭孢黑腹菌
梭孢黑腹菌（学名：Melanogaster fusisporus）是属于牛肝菌目黑腹菌科黑腹菌属的一种担子菌。该种分布于中国、日本等地。

## 变种
梭孢黑腹菌倒卵孢变种（学名：Melanogaster fusisporus var. obovatus）是属于牛肝菌目黑腹菌科黑腹菌属的一种担子菌。该种分布于中国。